# 62 d'Àries
62 d'Àries (62 Arietis) és una estrella de la constel·lació d'Àries. Té una magnitud aparent de +5,55.